# Sinh học và xu hướng tính dục
Mối quan hệ giữa sinh học và xu hướng tính dục là một đối tượng trong công tác nghiên cứu. Mặc dù các nhà khoa học không biết được nguyên nhân cụ thể hình thành nên xu hướng tính dục nhưng họ vẫn đề ra giả thuyết cho rằng xu hướng tính dục là hệ quả của sự tác động qua lại phức tạp giữa các nhân tố gen, hormone và tác động môi trường. Tuy nhiên, các giả thuyết về tác động từ phương diện xã hội của nhân tố môi trường lên xu hướng tính dục của cá nhân sau khi được sinh ra còn thiếu tính xác thực, đặc biệt đối với nam giới.
Các giả thuyết về sinh học giải thích những nguyên nhân hình thành xu hướng tính dục nhận được sự ưu ái của các nhà khoa học. Những yếu tố này, có khả năng liên quan đến sự phát triển của xu hướng tính dục, bao gồm gen, môi trường tử cung trong giai đoạn đầu (các hormone trước khi sinh) và cấu trúc não bộ.

## Các nghiên cứu khoa học

### Sự phát triển của bào thai và hormone
Quan hệ nguyên nhân - kết quả, giữa tác động của hormone lên bào thai và sự phát triển của xu hướng tính dục, là giả thuyết có tính ảnh hưởng nhất. Theo cách diễn đạt đơn giản, sự phát triển não bộ của thai nhi bắt đầu ở trạng thái mặc định - "nữ". Sự hiện diện của nhiễm sắc thể Y ở nam giới thúc đẩy tinh hoàn phát triển. Cơ quan này chịu trách nhiệm tiết ra testosterone - hormone đóng vai trò chính trong việc kích hoạt các thụ thể androgen. Các thụ thể androgen điều hoà sự biểu hiện gen; nhờ vậy, bào thai và não bộ của bào thai được nam tính hoá. Ảnh hưởng của quá trình nam tính hoá khiến nam giới hình thành cấu trúc não bộ điển hình của nam, cũng như (trong đa số trường hợp) cảm thấy bị hấp dẫn bởi nữ giới. Ở những người đồng tính nam, giả thuyết cho rằng khi quá trình trên diễn ra, chỉ một lượng nhỏ testosterone tiếp xúc với các vùng não trọng yếu, hoặc đã có những biến động xảy ra tại các khoảng thời gian tối quan trọng. Ngoài ra, đối với ảnh hưởng của sự nam tính hoá, những người đồng tính nam có thể đã có mức độ tiếp nhận testosterone khác biệt. Ở phụ nữ, giả thuyết đề ra rằng sự tiếp xúc với testosterone ở mức cao của các vùng não trọng yếu sẽ làm tăng khả năng cá nhân bị thu hút bởi người cùng giới. Củng cố cho giả thuyết trên có nghiên cứu về tỷ lệ độ dài các ngón tay (ngón trỏ và ngón áp út) của bàn tay phải - một dấu hiệu vững chắc cho việc thai nhi tiếp xúc với testosterone trước khi chào đời.  Dễ dàng nhận thấy, trung bình, những người đồng tính nữ có tỉ lệ ngón tay giống với tỉ lệ bình quân của nam giới hơn của nữ giới. Phát hiện này, khi được đối chiếu, lặp lại nhiều lần ở các nền văn hoá khác. Tuy khó có thể đo lường các ảnh hưởng trực tiếp do trở ngại từ nguyên nhân đạo đức nhưng trong các cuộc thí nghiệm trên động vật, việc khống chế lượng hormone giới tính mà bào thai tiếp xúc đã dẫn đến hiện tượng con cái có các hành vi điển hình của con đực trong suốt cuộc đời, và ngược lại.
Phản ứng miễn dịch của cơ thể người mẹ trong quá trình thai nhi phát triển được tích cực xem như nguyên nhân dẫn đến đồng tính luyến ái và song tính luyến ái ở nam giới. Nghiên cứu từ thập niên 90 phát biểu rằng người mẹ càng có nhiều con trai thì tỉ lệ người con trai ra đời tiếp theo là đồng tính nam càng cao. Trong thai kỳ, đối với người mẹ, tế bào nam giới xuất hiện trong hệ tuần hoàn sẽ được hệ miễn dịch xem là thành phần ngoại lai. Lúc này, cơ thể sản phụ sẽ thúc đẩy các kháng thể nhằm ngăn chặn sự ảnh hưởng của các tế bào nam. Các kháng thể này sẽ lại được giải phóng vào các bào thai nam (nếu có) trong tương lai và có thể cản trở kháng nguyên liên kết Y. Do kháng nguyên này giữ vai trò trong quá trình nam tính hoá não bộ nên sự cản trở của các kháng thể khiến vùng não chịu trách nhiệm cho hấp dẫn tình dục  trở nên giống với khu vực tương đương ở nữ giới điển hình, hay nói cách khác là cá nhân sẽ thấy thu hút bởi đàn ông. Người mẹ càng có nhiều con trai thì mức độ các kháng thể càng tăng; điều này dẫn đến hiệu ứng thứ tự sinh giữa các anh em trai. Bằng chứng hóa sinh củng cố cho lập luận này đã được xác nhận trong một nghiên cứu tại phòng thí nghiệm vào năm 2017. Phát hiện đã chỉ ra rằng đối với những người đồng tính nam, đặc biệt là cá nhân có các anh trai, mẹ của họ có mức kháng thể chống lại protein-Y NLGN4Y cao hơn hẳn những người mẹ có con trai dị tính. Giáo sư J. Michael Bailey đã mô tả phản ứng miễn dịch của thai phụ như mối liên hệ nguyên nhân - kết quả với với đồng tính luyến ái ở nam giới. Hiệu ứng này, được ước chừng, xuất hiện ở khoảng 15-29% người đồng tính nam. Trong khi đó, ở những người đồng tính nam còn lại và những người song tính, xu hướng tính dục của họ được cho rằng có xuất phát từ các tương tác giữa gen và hormone.

Các thuyết xã hội hoá, từng rất nổi bật trong thập niên 90, ủng hộ ý kiến cho rằng sự khác biệt không hề hiện hữu khi trẻ em được sinh ra, và cá nhân sẽ dần hình thành vai trò giới cũng như xu hướng tính dục khi bắt đầu tiếp xúc, hòa nhập vào xã hội. Điều này dẫn đến một thí nghiệm y khoa mà trong đó các bé trai sơ sinh, sau khi gặp tai nạn như là phẫu thuật cắt bao quy đầu thất bại, sẽ được tiến hành phẫu thuật tái định giới thành các bé gái. Các bé sẽ được chăm sóc và nuôi dưỡng như một bé gái và không hề biết về những chuyện đã xảy ra. Tuy nhiên, trái với những dự đoán trước đó, các cá nhân trong cuộc thử nghiệm không trở nên nữ tính và cũng không cảm thấy bị hấp dẫn bởi đàn ông. Tất cả các trường hợp được công bố, khi trưởng thành, đều cảm thấy hấp dẫn mạnh mẽ bởi phụ nữ. Thất bại trong các cuộc thử nghiệm đã chứng minh rằng tác động của sự xã hội hóa không dẫn đến hành vi nữ tính ở nam giới, cũng không khiến nam giới cảm nhận sự thu hút từ đàn ông nhưng đã minh chứng sự tồn tại suốt đời của ảnh hưởng theo hệ thống gây ra bởi hormone lên não bộ của thai nhi trước khi ra đời. Các điều trên đã chỉ ra rằng xu hướng tính dục thuộc bản chất tự nhiên, không bắt nguồn từ sự nuôi dưỡng, chí ít là trong trường hợp ở nam giới.
Sexually dimorphic nucleus (tạm dịch: nhân lưỡng hình giới tính) của khu vực trước thị, hay khu vực trước giao thoa thị giác, (SDN-POA) là một vùng trọng yếu của não bộ, và được tin rằng có phần nào liên hệ với hành vi tình dục ở động vật. Không chỉ ở con người mà ở một số động vật có vú (cừu, chuột, chuột cống, v.v.), vùng này cũng có sự khác biệt giữa nam giới và nữ giới, con đực và con cái. Nguyên nhân của hiện tượng này là do sự khác nhau trong lượng hormone mà SDN-POA tiếp xúc. Vùng INAH-3 (SDN-OPA ở con người) của nam giới lớn hơn của nữ giới và cũng được cho rằng có tầm quan trọng to lớn trong hành vi tình dục. Các nghiên cứu phẫu tích phát hiện ra vùng INAH-3 ở người đồng tính nam, tương tự nữ giới, nhỏ hơn rõ rệt so với vùng này ở người dị tính nam. Phát hiện trên lần đầu được công bố bởi nhà thần kinh học Simon LeVay; các nghiên cứu mô phỏng lại nghiên cứu gốc cũng thu được kết quả tương tự. Tuy nhiên, bắt nguồn từ việc thiếu ngân quỹ hỗ trợ cũng như không đủ vật mẫu não bộ để thí nghiệm, các nghiên cứu phẫu tích khá hiếm.
Các nghiên cứu dài hạn về cừu nhà, được dẫn đầu bởi Charles Roselli, đã phát hiện ra 6-8% cừu có xu hướng chọn bạn tình đồng giới trong suốt cuộc đời của chúng. Não cừu cũng có vùng nhân lưỡng hình giới tính (oSDN), tương đương với vùng não SDN ở người. Phẫu tích não của cừu cũng nhận thấy so với những con cứu có xu hướng tính dục dị tính, những con cừu đồng tính có cấu trúc vùng này nhỏ hơn. Yếu tố quyết định kích thước của vùng oSDN phần nhiều nghiêng về sự hình thành trong tử cung hơn là quá trình sau khi chào đời; điều này đã nhấn mạnh vai trò của hormone trong quá trình mang thai đối với sự nam tính hoá não bộ, dẫn đến hấp dẫn tình dục.
Các nghiên cứu khác ở người dựa trên công nghệ hình ảnh mô phỏng não bộ; điển hình là nghiên cứu so sánh bán cầu não do Ivanka Savic đứng đầu. Nghiên cứu phát hiện bán cầu não phải của người dị tính nam lớn hơn 2% bán cầu não trái; theo LeVay, đây là khác biệt nhỏ nhưng mang giá trị vô cùng lớn. Ở người dị tính nữ, hai bán cầu não có kích thước như nhau. Với người đồng tính nam, hai bán cầu não của họ cũng có cùng kích thước, khác biệt so với đa số người có cùng giới tính. Trong trường hợp của người đồng tính nữ, bán cầu não phải của họ hơi lớn hơn bán cầu não trái, chuyển biến nhỏ giống với hướng phát triển của nam giới.
Ngoại di truyền học (Di truyền học biểu sinh) là nghiên cứu về bộ máy có khả năng can thiệp vào việc kiểm soát biểu hiện gen mà không làm thay đổi trình tự các nucleotide trên DNA. Epigenetic mark (epi-mark) là những hợp chất hoá học và được ví như các "nhãn" đính lên DNA và histone (protein). Epi-mark, qua đó, có thể cải biến, hướng dẫn hệ gen của chúng ta cần phải làm những gì, thực hiện những công việc đó ở đâu, và khi nào thì những công việc ấy được thực hiện. Tập hợp các epi-mark ở một tế bào được gọi là epigenome. Mô hình được đề xuất bởi nhà di truyền học tiến hoá William R. Rice cho rằng khi các epi-mark chịu trách nhiệm về độ nhạy cảm với testosterone bị hiểu sai thì sự phát triển của não cũng bị ảnh hưởng. Hiện tượng này có thể được dùng để giải thích cho xu hướng tính dục đồng tính cũng như sự bất đồng giữa các cặp sinh đôi.  Rice và các cộng sự cho rằng các epi-mak, thông thường, sẽ định hình sự phát triển của tính dục, ngăn chặn các tình trạng liên giới tính ở hầu hết dân số; tuy nhiên, qua nhiều thế hệ, các "nhãn" này thi thoảng cũng thất bại trong việc xóa bỏ các tình trạng trên hoặc dẫn đến xu hướng tính dục đồng tính. Do tính khả thi về tiến hoá, Gavrilets, Friberg and Rice tranh luận rằng từ những cơ chế gây nên các xu hướng tính dục đồng tình luyến ái, suy luận ngược về nguồn gốc, ta có thể bắt gặp các bản mẫu ngoại di truyền. Và nhờ công nghệ tế bào gốc, xác minh các giả thuyết trên là khả thi.

### Ảnh hưởng của gen
Nhiều gen được tìm thấy có vai trò nhất định trong xu hướng tính dục. Các nhà khoa học lên tiếng cảnh báo khi có nhiều cá nhân hiểu sai về ý nghĩa của nhân tố gen và môi trường trong xu hướng tính dục. Yếu tố môi trường không đồng nghĩa với việc yếu tố ngoại cảnh xã hội tác động hoặc đóng góp vào sự phát triển của xu hướng tính dục. Các giả thuyết về môi trường xã hội sau khi sinh có tác động lên xu hướng tính dục vẫn còn thiếu căn cứ, đặc biệt là đối với nam giới.  Tuy nhiên, có rất nhiều nhân tố môi trường phi xã hội không liên quan đến gen nhưng vẫn là nhân tố sinh học. Điển hình là sự phát triển của bào thai, nhân tố có khả năng góp phần định hình nên xu hướng tính dục. :76

#### Nghiên cứu về các cặp sinh đôi

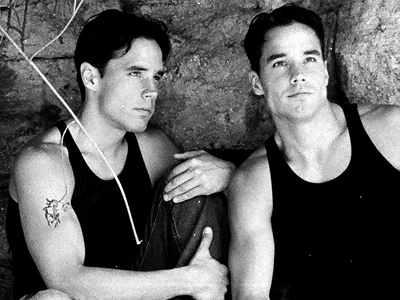
So với các cặp sinh đôi khác trứng, khả năng cả hai người có cùng xu hướng tính dục ở cặp sinh đôi cùng trứng cao hơn. Điều này chỉ ra tác động của gen phần nào có ảnh hưởng đến xu hướng tính dục; tuy nhiên, các nhà khoa cũng tìm ra bằng chứng củng cố cho vai trò của các sự kiện khác xảy ra ở dạ con (tử cung). Cặp sinh đôi có thể có túi ối, dây nhau riêng biệt; điều này cũng ảnh hưởng đến mức độ và thời điểm tiếp xúc với các hormone.

Một số các nghiên cứu về sinh đôi đã cố gắng so sánh tầm quan trọng tương đối của di truyền và môi trường trong việc xác định xu hướng tình dục. đã nỗ lực so sánh tầm quan trọng tương quan giữa gen và môi trường trong việc xác lập xu hướng tính dục. Vào năm 1991, Bailey và Pillard thực hiện một nghiên cứu về các cặp sinh đôi nam đã được tuyển chọn thông qua "các ấn phẩm đồng tính". Họ nhận thấy rằng (trong tổng số 59 cặp được khảo sát) 52% cặp anh em sinh đôi cùng trứng (MZ) (trong đó 59 người được hỏi) và (trong tổng số 54 cặp được khảo sát) 22% cặp anh em sinh đôi khác trứng (DZ) đều cùng đồng tính. 'MZ' chỉ những cặp sinh đôi giống hệt nhau, có cùng một bộ gen. 'DZ' là những cặp sinh đôi không giống nhau (hay còn gọi là sinh đôi khác trứng); các gen của họ được trao đổi chéo trong kỳ giảm phân khiến cho hệ gen giữa hai người trở nên khác biệt, như giữa các anh chị em không phải sinh đôi. Trong một nghiên cứu với sự tham gia của 61 cặp sinh đôi, các nhà nghiên cứu nhận thấy trong các đối tượng, hầu hết là nam, tỷ lệ cả hai anh em tương đồng về xu hướng tính dục đồng tính luyến ái là 66% ở các cặp sinh đôi cùng trứng (MZ) và 30% ở các cặp sinh đôi khác trứng (DZ). Năm 2000, Bailey, Dunne và Martin tiếp tục nghiên cứu trên quy mô thử nghiệm lớn hơn, 4901 cặp sinh đôi người Úc; tuy nhiên, kết quả thu được thấp hơn một nửa khi so với tỷ lệ tương đồng của nghiên cứu trước đó. Họ phát hiện ra rằng tỷ lệ tương đồng về xu hướng tính dục đồng tính giữa các cặp sinh đôi cùng trứng (MZ) nam là 20% và tỷ lệ này ở các cặp sinh đôi cùng trứng (MZ) nữ là 24%. Zygosity (tạm dịch: tính dị đồng hợp tử) - mức độ tương đồng giữa các alen của 1 sinh vật (Alen là các dạng khác nhau của cùng 1 kiểu gen, ví dụ: a, A,...), hấp dẫn tình dục, mơ tưởng (về tình dục) và các hành vi đều được báo cáo và đánh giá chủ quan thông qua các cuộc khảo sát; zygosity chỉ được kiểm tra lại thông qua các phương pháp huyết thanh khi các giả thuyết về chúng gặp hoài nghi. Các nhà nghiên cứu khác cũng tán đồng với quan điểm các tác nhân sinh học có ảnh hưởng đến xu hướng tính dục ở cả nam và nữ giới.

Một nghiên cứu vào năm 2008 về các cặp sinh đôi trưởng thành tại Thụy Điển đã nhận ra rằng các hành vi đồng tính có thể được giải thích bởi cả các yếu tố gen di truyền lẫn các yếu tố môi trường có tác động duy nhất lên cá nhân đó (có thể kể đến môi trường sống của thai nhi trong giai đoạn thai kỳ, tiếp xúc hoặc mắc phải một số căn bệnh ở giai đoạn đầu của sự phát triển, các nhóm bạn đồng trang lứa riêng của từng cá nhân trong cặp sinh đôi, v.v.), tuy rằng nghiên cứu này không thể đi đến kết luận nhân tố nào mới thực sự có tác động chính lên cá nhân. Tác động của các yếu tố môi trường chung Tác động của các yếu tố môi trường chung (điển hình là bối cảnh, quan hệ gia đình, sự nuôi dưỡng, các nhóm bạn chung của cặp sinh đôi, góc nhìn của xã hội và văn hoá, cùng sinh hoạt trong một cộng đồng, học tập tại cùng một ngôi trường) không hề ảnh hưởng đến đàn ông và có rất ít ảnh hưởng với phụ nữ. Kết quả thu được cũng nhất quán với phát hiện phổ biến về việc sự nuôi dưỡng, giáo dục của gia đình cũng như văn hoá không đóng bất cứ một vai trò nào trong xu hướng tính dục của đàn ông và cũng chỉ có tác động khiêm tốn ở phụ nữ. Nghiên cứu cũng kết luận so với phụ nữ, ảnh hưởng của gen lên việc chọn bạn đời cùng giới ở đàn ông là mạnh hơn, và "kết quả nghiên cứu cũng gợi ý sự khác biệt của từng cá nhân trong các hành vi đồng tính hay dị tính có thể là kết quả của các tác nhân môi trường tác động duy nhất lên cá nhân đó, ví dụ như sự tiếp xúc của thai nhi với các hormone sinh dục trước khi được sinh ra, quá trình tạo miễn dịch liên tục diễn tiến của cơ thể người mẹ đối với các protein mang giới tính cụ thể, hoặc các yếu tố phát triển hệ thần kinh", tuy nhiên điều này cũng không thể bác bỏ các khả năng, các biến số khác. Nghiên cứu đã hợp tác làm việc với tất cả các cặp song sinh trưởng thành tại Thuỵ Điển nhằm giải quyết tranh cãi về các khảo sát thống kế học thuật mang tính tham gia tự nguyện trước đây, mà trong đó, việc các cặp sinh đôi cùng đồng tính có xu hướng tham gia nhiều hơn có thể đã ảnh hưởng đến kết quả:
Mô hình sinh trắc học chỉ ra rằng, ở nam giới, các yếu tố di truyền giải thích 34-39% cho sự đa dạng (xu hướng tình dục), môi trường chung 0% và môi trường cụ thể từng của cá nhân 61-66%. Ước tính ở phụ nữ cũng tương tự với 18-19% cho các yếu tố di truyền, 16-17% cho môi trường ảnh hưởng chung và 64-66% cho các yếu tố môi trường ảnh hưởng riêng. Mặc dù khoảng tin cậy rộng đồng nghĩa với việc cần phải đưa ra các giải thích một cách thận trọng, các kết quả trên vẫn nhất quán với mức độ ảnh hưởng phổ biến mang tính gia đình, chủ yếu là về gen và sức ảnh hưởng lớn của các môi trường mang tính độc nhất của cá nhân (về xã hội lẫn sinh học) lên hành vi tình dục đồng giới của người đó.

#### Nghiên cứu liên kết nhiễm sắc thể
| Nhiễm sắc thể (NST) | Vị trí | Gen liên quan                           | Giới tính    | Nghiên cứu1                                                                   | Nguồn gốc | Ghi chú                                 |
| --- | ------ | --------------------------------------- | ------------ | ----------------------------------------------------------------------------- | --------- | --------------------------------------- |
| NST X | Xq28   | Phỏng đoán - MAGEA11 - MECP2 - IRAK1    | chỉ nam giới | Hamer và cộng sự (1993) Sanders và cộng sự (2015)                             | di truyền |                                         |
| NST 1 | 1p36   | Hệ Rh - RHCE - RHAG - RHBG - RHCG - RHD | cả hai giới  | Ellis và cộng sự (2008)                                                       | di truyền | Khả năng là di truyền liên kết2         |
| NST 4 | 4p14   |                                         | chỉ nữ giới  | Ganna và cộng sự (2019)                                                       | di truyền |                                         |
| NST 7 | 7q31   |                                         | cả hai giới  | Ganna và cộng sự (2019)                                                       | di truyền |                                         |
| NST 8 | 8p12   | NKAIN3                                  | chỉ nam giới | Mustanski và cộng sự (2005) Sanders và cộng sự (2015) Sanders và cộng sự 2017 | di truyền |                                         |
| NST 9 | 9q34   | ABO                                     | cả hai giới  | Ellis và cộng sự (2008)                                                       | di truyền | Khả năng là di truyền liên kết2         |
| NST 11 | 11q12  | OR51A7 (phỏng đoán)                     | chỉ nam giới | Ganna và cộng sự (2019)                                                       | di truyền | Hệ khứu giác trong sở thích về bạn tình |
| NST 12 | 12q21  |                                         | cả hai giới  | Ganna và cộng sự (2019)                                                       | di truyền |                                         |
| NST 13 | 13q31  | SLITRK6                                 | chỉ nam giới | Sanders và cộng sự (2017)                                                     | di truyền | Gen liên quan đến trung não             |
| NST 14 | 14q31  | TSHR                                    | chỉ nam giới | Sanders và cộng sự (2017)                                                     | di truyền |                                         |
| NST 15 | 15q21  | TCF12                                   | chỉ nam giới | Ganna và cộng sự (2019)                                                       | di truyền |                                         |
| 1Các nghiên cứu sơ cấp được báo cáo không phải là bằng chứng mang tính kết luận về bất kỳ mối liên hệ nào. 2Không được cho là nguyên nhân. |        |                                         |              |                                                                               |           |                                         |

Các nghiên cứu về liên kết NST và xu hướng tính dục đã chỉ ra sự hiện diện của vô số các yếu tố gen có thể gây ảnh hưởng nằm trên bộ gen. Năm 1993, Dean Hamer và các cộng sự đã công bố các phát hiện của họ qua những phân tích về mối liên hệ của một mẫu gồm 76 người anh/em đồng tính nam và gia đình của họ. Hamer và cộng sự phát hiện những người đồng tính nam có nhiều người chú và anh em họ cũng là đồng tính nam ở bên ngoại hơn so với bên nội. Những người anh/em đồng tính có phả hệ bên ngoại như vậy sau đó được kiểm tra sự liên kết NST X, sử dụng 22 marker trên NST X để kiểm tra các alen tương tự. Trong một phát hiện khác, 33 trong số 40 cặp anh chị em được thử nghiệm được phát hiện có các alen tương tự ở vùng xa tâm động của Xq28, cao hơn đáng kể so với tỷ lệ dự kiến là 50% đối với các cặp anh em ruột thịt. Gen này bị truyền thông gắn mác là "gen đồng tính", và điều này đã dấy lên nhiều tranh cãi đáng kể. Sanders và cộng sự vào năm 1998 đã báo cáo về nghiên cứu tương tự của họ, trong đó họ phát hiện ra rằng 13% số lượng những người bác và cậu ngoại của những người anh/em đồng tính là người đồng tính, trong khi con số này ở bên nội là 6%.
Một phân tích sau đó của Hu và cộng sự đã giúp tái khẳng định và tinh chỉnh những phát hiện trước đó. Nghiên cứu này tiết lộ 67% những người anh/em đồng tính trong một mẫu mới đủ lớn có chung một marker trên NST X ở Xq28. Hai nghiên cứu khác (Bailey và cộng sự, 1999; McKnight và Malcolm, 2000) lại không tìm thấy ưu thế trong số lượng của họ hàng đồng tính bên nhà ngoại của những người đồng tính nam. Một nghiên cứu của Rice và cộng sự năm 1999 đã thất bại trong việc tái dựng lại kết quả liên kết Xq28. Phân tích tổng hợp tất cả dữ liệu về liên kết hiện có chỉ ra mối liên hệ đáng kể với Xq28, nhưng cũng chỉ ra rằng phải có sự xuất hiện của các gen bổ sung để giải thích toàn bộ khả năng di truyền của xu hướng tính dục.
Mustanski và cộng sự (2005) đã thực hiện quét toàn bộ bộ gen (thay vì chỉ quét NST X) của các cá nhân và gia đình đã được báo cáo trước đây trong các nghiên cứu của Hamer và cộng sự (1993) cũng như Hu và cộng sự (1995), bên cạnh các mẫu mới. Trong mẫu tổng quát này, họ không tìm thấy mối liên hệ với Xq28.
Kết quả từ một nghiên cứu liên kết di truyền đa trung tâm lớn và toàn diện đầu tiên về xu hướng tính dục của nam giới đã được báo cáo bởi một nhóm các nhà nghiên cứu độc lập tại Hiệp hội Di truyền học Loài người Hoa Kỳ vào năm 2012. Quần thể nghiên cứu bao gồm 409 cặp anh em đồng tính độc lập, với hơn 300.000 marker đa hình đơn nucleotide của họ được phân tích. Dữ liệu đã tái hiện rõ nét các phát hiện về Xq28 của Hamer, chúng được xác nhận bằng cả ánh xạ điểm LOD hai điểm và đa điểm (MERLIN). Mối liên kết đáng kể cũng được phát hiện trong vùng tâm động của NST số 8, trùng khớp với một trong những vùng được phát hiện trong nghiên cứu trên toàn bộ bộ gen trước đây của phòng thí nghiệm Hamer. Các tác giả kết luận rằng "những phát hiện của chúng tôi, được thực hiện dựa trên bối cảnh từ những nghiên cứu trước đây, cho thấy rằng sự biến đổi gen ở mỗi khu vực này góp phần phát triển các đặc điểm tâm lý quan trọng của xu hướng tính dục nam". Xu hướng tính dục nữ dường như không liên quan đến Xq28, mặc dù nó có vẻ vẫn có thể được di truyền lại ở mức độ vừa phải.
Ngoài sự đóng góp của nhiễm sắc thể giới tính, một yếu tố trong nhiễm sắc thể thường được cho là có thể ảnh hưởng tới sự phát triển của xu hướng tính dục đồng giới cũng đã được đề xuất. Trong một quần thể nghiên cứu bao gồm hơn 7000 người tham gia, Ellis và cộng sự (2008) nhận thấy sự khác biệt có ý nghĩa thống kê giữa người đồng tính và dị tính về tần số xuất hiện của nhóm máu A. Họ cũng phát hiện ra rằng tỷ lệ người đồng tính nam và nữ có Rh âm tính so với người dị tính là "cao bất thường". Vì cả nhóm máu và yếu tố Rh đều là những đặc điểm di truyền được kiểm soát bởi các alen nằm trên NST 9 và NST 1 tương ứng, nghiên cứu đã đặc biệt chỉ ra mối liên hệ tiềm ẩn giữa các gen trên NST thường và khuynh hướng đồng tính luyến ái.
Khía cạnh sinh học của xu hướng tính dục đã được nghiên cứu chi tiết trong một số hệ thống mô hình động vật. Ở ruồi giấm thường Drosophila melanogaster, chuỗi phản ứng hoàn chỉnh phân biệt tính dục giữa não bộ và các hành vi mà nó kiểm soát được thiết lập chặt chẽ ở cả con đực và con cái, cung cấp một ví dụ đơn giản và hàm súc về quá trình tán tỉnh dưới điều kiện được kiểm soát về mặt sinh học. Ở động vật có vú, một nhóm các nhà di truyền học tại Viện Khoa học và Công nghệ Tiên tiến Hàn Quốc đã lai tạo ra một con chuột cái đặc biệt thiếu một gen cụ thể liên quan đến hành vi tình dục. Không có gen này, những con chuột này biểu hiện hành vi tình dục nam tính và sự hấp dẫn đối với nước tiểu của những con chuột cái khác. Những con chuột giữ lại gen fucose mutarotase (FucM) đã bị thu hút bởi những con chuột đực.
Trong các cuộc phỏng vấn với cánh báo chí, các nhà nghiên cứu đã nhấn mạnh không nên đánh đồng bằng chứng về ảnh hưởng của di truyền với bản thân thuyết xác định di truyền. Theo Dean Hamer và Michael Bailey, khía cạnh di truyền chỉ là một trong nhiều nhân tố cho đồng tính luyến ái.
Vào năm 2017, tạp chí Scientific Reports đã xuất bản một bài báo với một nghiên cứu tương quan toàn bộ NST về xu hướng tính dục của nam giới. Nghiên cứu bao gồm 1.077 người đồng tính nam và 1.231 người dị tính nam. Một gen có tên SLITRK6 trên nhiễm sắc thể số 13 đã được xác định. Nghiên cứu này hỗ trợ một nghiên cứu khác được thực hiện bởi một nhà thần kinh học có tên là Simon LeVay. Nghiên cứu của LeVay cho rằng vùng dưới đồi của người đồng tính nam khác với người dị tính nam. SLITRK6 hoạt động ở não giữa, nơi có vùng dưới đồi. Các nhà nghiên cứu phát hiện ra rằng thụ thể hormone kích thích tuyến giáp (TSHR) trên NST 14 cho thấy sự khác biệt về trình tự giữa người đồng tính nam và người dị tính nam. Bệnh Graves được cho là có liên quan đến sự bất ổn trong TSHR, đồng thời, nghiên cứu trước đây cũng chỉ ra rằng bệnh Graves phổ biến ở nam giới đồng tính hơn nam giới dị tính. Nghiên cứu cũng chỉ ra rằng người đồng tính có trọng lượng cơ thể thấp hơn người dị tính. Người ta cho rằng hormone TSHR hoạt động quá mức đã làm giảm trọng lượng cơ thể ở những người đồng tính, mặc dù điều này vẫn chưa được chứng minh.
Vào năm 2018, Ganna và cộng sự đã thực hiện một nghiên cứu tương quan toàn bộ NST khác về xu hướng tính dục của nam giới và nữ giới với dữ liệu từ 26.890 người có ít nhất một bạn tình đồng giới và 450.939 người đối chứng. Dữ liệu trong nghiên cứu được phân tích tổng hợp và thu thập từ nghiên cứu của Ngân hàng sinh học Anh và 23andMe. Các nhà nghiên cứu đã xác định bốn biến thể phổ biến hơn trên NST 7, 11, 12 và 15 ở những người báo cáo từng có ít nhất một trải nghiệm tình dục đồng giới. Các biến thể trên NST 11 và 15 là đặc trưng cho nam giới, với biến thể trên NST 11 nằm ở gen khứu giác và biến thể trên NST số 15 trước đây có liên quan đến chứng hói đầu ở nam giới. Bốn biến thể cũng tương quan với các rối loạn về mặt tâm trạng và sức khỏe tâm lý; rối loạn trầm cảm nặng và tâm thần phân liệt ở nam và nữ, và rối loạn lưỡng cực ở nữ. Tuy nhiên, không có biến thể nào trong số bốn biến thể có thể dự đoán xu hướng tính dục một cách đáng tin cậy.
Vào tháng 8 năm 2019, một nghiên cứu tương quan toàn bộ NST trên 493.001 cá nhân đã kết luận rằng hàng trăm hoặc hàng nghìn biến thể di truyền là nền tảng cho hành vi tình dục đồng giới ở cả hai giới, trong đó đặc biệt có 5 biến thể có tương quan đáng kể. Một số trong số các biến thể này có tác dụng cụ thể về giới tính, và hai trong số các biến thể này gợi ý các liên kết đến các chuỗi phản ứng sinh học liên quan đến việc điều hòa hormone giới tính và khứu giác. Tất cả các biến thể cùng thu được từ 8 đến 25% sự khác biệt độc lập giữa các cá thể trong hành vi tình dục đồng giới. Những gen này một phần trùng lặp với các gen quy định một số tính trạng khác, bao gồm sự cởi mở với kinh nghiệm và hành vi chấp nhận rủi ro. Các phân tích bổ sung gợi ý rằng hành vi tình dục, sự hấp dẫn, bản dạng và mộng tưởng bị ảnh hưởng bởi một tập hợp các biến thể di truyền tương tự. Họ cũng phát hiện ra rằng các yếu tố trong gen giúp phân biệt dị tính và đồng tính không giống như yếu tố khác biệt giữa những người phi dị tính có tỷ lệ bạn tình đồng giới thấp hơn và những người có tỷ lệ bạn tình đồng giới cao hơn, và điều này cho thấy rằng khuynh hướng lựa chọn tình dục dị tính và đồng tính không nằm trên một phổ liên tục như theo những gì thể hiện qua thang Kinsey.

### Các nghiên cứu từ khía cạnh ngoại di truyền
Một nghiên cứu đã cho thấy mối liên hệ giữa cấu tạo di truyền của người mẹ và tính trạng đồng tính luyến ái ở các con trai. Phụ nữ có hai NST X, một trong số đó bị "tắt đi". Sự bất hoạt của NST X xảy ra ngẫu nhiên trong suốt phôi, kết quả là các tế bào bị khảm tương ứng với những lúc NST đang hoạt động. Tuy nhiên, trong một số trường hợp, có vẻ như việc "tắt" này có thể xảy ra một cách không ngẫu nhiên. Bocklandt và cộng sự (2006) báo cáo rằng, ở những bà mẹ có con trai đồng tính luyến ái, số phụ nữ bị bất hoạt NST X lệch bội cực cao hơn hẳn so với những bà mẹ không có con trai đồng tính. 13% các bà mẹ có một con trai đồng tính và 23% các bà mẹ có hai con trai đồng tính, có biểu hiện lệch bội cao nổi bật, so với 4% các bà mẹ không có con trai đồng tính.

### Thứ tự ra đời
Blanchard và Klassen (1997) báo cáo rằng mỗi người anh trai thêm vào sẽ làm tăng tỷ lệ người nam giới là đồng tính thêm 33%. Đây hiện là "một trong những biến số dịch tễ học đáng tin cậy nhất từng được xác định trong nghiên cứu về xu hướng tình dục". Để giải thích phát hiện này, người ta đã đề xuất rằng bào thai đực kích thích phản ứng miễn dịch của người mẹ trở nên mạnh hơn với mỗi bào thai đực kế tiếp. Giả thuyết về miễn dịch ở người mẹ (MIH) này bắt đầu khi các tế bào từ bào thai nam xâm nhập vào hệ tuần hoàn của người mẹ khi mang thai hoặc trong khi sinh. Bào thai đực tạo ra kháng nguyên H-Y "gần như chắc chắn tham gia vào quá trình phân hóa giới tính của động vật có xương sống". Các protein liên kết Y này sẽ không được công nhận trong hệ thống miễn dịch của người mẹ vì cô ấy là nữ, khiến cô ấy phát triển các kháng thể đi xuyên qua hàng rào nhau thai vào khoang của thai nhi. Từ đây, các thụ thể chống nam giới sau đó sẽ vượt qua hàng rào máu / não (BBB) của não thai nhi đang phát triển, làm thay đổi cấu trúc não vùng lưỡng hình giới tính liên quan đến xu hướng tính dục, làm tăng khả năng đứa con trai tiếp xúc với các thụ thể này sẽ bị thu hút bởi nam giới hơn phụ nữ. Bào thai đực sản xuất ra các kháng nguyên HY "gần như chắc chắn tham gia vào quá trình phân hóa giới tính của động vật có xương sống". Các protein liên kết Y này sẽ không được công nhận trong hệ thống miễn dịch của người mẹ bởi vì cô ấy là nữ, khiến cô ấy phát triển các kháng thể đi xuyên qua hàng rào nhau thai vào khoang của thai nhi. Từ đây, các cơ quan chống lại nam giới sau đó sẽ vượt qua hàng rào máu / não (BBB) của não thai nhi đang phát triển, làm thay đổi cấu trúc não lưỡng hình giới tính liên quan đến xu hướng tình dục, làm tăng khả năng con trai tiếp xúc sẽ bị thu hút bởi nam giới hơn đàn bà. Chính kháng nguyên này tác động khiến các kháng thể H-Y của mẹ được kích thích để vừa phản ứng vừa 'ghi nhớ'. Các bào thai nam kế tiếp sau đó bị tấn công bởi các kháng thể H-Y, và bằng cách nào đó chúng làm giảm khả năng thực hiện chức năng bình thường của các kháng nguyên H-Y trong quá trình nam tính hóa não.
Vào năm 2017, các nhà nghiên cứu đã phát hiện ra một cơ chế sinh học của những người đồng tính mà có xu hướng có anh trai. Họ cho rằng protein có liên kết Neuroligin 4 Y là nguyên nhân khiến con trai thứ trở thành đồng tính. Họ phát hiện ra rằng nữ giới có mức kháng thể đối với NLGN4Y cao hơn đáng kể so với nam giới. Bên cạnh đó, những bà mẹ có con là đồng tính nam, đặc biệt là những người có anh trai, cũng ghi nhận mức kháng thể đối với NLGN4Y cao hơn đáng kể so với mẫu đối chứng của phụ nữ, bao gồm cả mẹ của những đứa con trai dị tính. Kết quả cho thấy mối liên quan giữa phản ứng miễn dịch của mẹ đối với NLGN4Y và xu hướng tình dục sau này ở con trai họ.
Tuy nhiên, hiệu ứng thứ tự sinh của anh trai không áp dụng cho các trường hợp con đầu lòng là người đồng tính.

### Khả năng sinh sản ở nữ giới
Năm 2004, các nhà nghiên cứu Ý đã tiến hành một cuộc nghiên cứu khoảng 4.600 người là họ hàng của 98 người đồng tính và 100 người dị tính. Họ hàng nữ của những người đàn ông đồng tính có xu hướng có nhiều con hơn của những người đàn ông dị tính. Họ hàng nữ bên ngoại của những người đàn ông đồng tính có xu hướng sinh nhiều con hơn những người bên nội. Các nhà nghiên cứu kết luận rằng có vật chất di truyền được truyền lại trên nhiễm sắc thể X, cả hai yếu tố thúc đẩy khả năng sinh sản ở mẹ và đồng tính ở con của cô ấy. Các mối liên kết được phát hiện giải thích khoảng 20% các trường hợp được nghiên cứu, cho thấy rằng đây là yếu tố di truyền có ý nghĩa cao nhưng không phải là yếu tố di truyền duy nhất quyết định xu hướng tình dục.

### Nghiên cứu về Pheromone
Nghiên cứu được thực hiện ở Thụy Điển đã đưa ra giả thuyết rằng đàn ông đồng tính và đàn ông dị tính phản ứng khác nhau với hai mùi được cho là có liên quan đến kích thích tình dục. Nghiên cứu chỉ ra rằng khi cả phụ nữ dị tính và người đồng tính nam tiếp xúc với một dẫn xuất testosterone có trong mồ hôi của nam giới, một vùng ở vùng dưới đồi sẽ được kích hoạt. Mặt khác, nam giới dị tính có phản ứng tương tự với hợp chất giống như estrogen được tìm thấy trong nước tiểu của phụ nữ. Kết luận là sự hấp dẫn giới tính, dù là đồng giới hay khác giới, đều hoạt động tương tự nhau ở cấp độ sinh học. Các nhà nghiên cứu đã chỉ ra rằng khả năng này có thể được khai thác thêm bằng cách nghiên cứu các đối tượng trẻ tuổi để xem liệu các phản ứng tương tự ở vùng dưới đồi có được tìm thấy hay không và sau đó so sánh các dữ liệu này với xu hướng tính dục của người lớn.

### Các nghiên cứu về cấu trúc bộ não
Một số phần của não đã được báo cáo là lưỡng hình giới tính; nghĩa là chúng khác nhau giữa nam và nữ. Cũng đã có báo cáo về các biến thể trong cấu trúc não tương ứng với xu hướng tính dục. Năm 1990, Dick Swaab và Michel A. Hofman đã chỉ ra sự khác biệt về kích thước của SCN(suprachiasmatic nucleus - nhân trên chéo - một cấu trúc thần kinh trong não) giữa nam giới đồng tính  và dị tính. Năm 1992, Allen và Gorski đã báo cáo sự khác biệt liên quan đến xu hướng tính dục ở anterior commissure – mép chất trắng trước/bụng,  nhưng nghiên cứu này đã bị bác bỏ bởi nhiều nghiên cứu khác, một trong số đó phát hiện ra rằng toàn bộ sự khác biệt là do một người ngoại lai gây ra.
Nghiên cứu về sự khác biệt sinh lý giữa não nam và nữ dựa trên ý tưởng rằng con người có não nam hoặc nữ, và điều này phản ánh sự khác biệt về hành vi giữa hai giới. Một số nhà nghiên cứu cho rằng thiếu cơ sở khoa học vững chắc cho điều này. Mặc dù một số sự khác biệt nhất quán đã được xác định, bao gồm kích thước của não và của các vùng não cụ thể, não của nam và nữ rất giống nhau.

#### Nhân lưỡng hình giới tính (SDN) ở vùng dưới đồi trước
LeVay cũng đã thực hiện một số nghiên cứu ban đầu này. Ông đã nghiên cứu bốn nhóm tế bào thần kinh ở vùng dưới đồi được gọi là INAH1, INAH2, INAH3 và INAH4. Đây là một vùng của não phù hợp để nghiên cứu, vì bằng chứng cho thấy nó đóng một vai trò trong việc điều chỉnh hành vi tình dục ở động vật, và vì INAH2 và INAH3 trước đây đã được cho là khác nhau về kích thước giữa nam và nữ.
Ông đã lấy não của 41 bệnh nhân đã qua đời tại bệnh viện. Các đối tượng được phân thành ba nhóm. Nhóm đầu tiên bao gồm 19 người đồng tính nam đã chết vì bệnh liên quan đến AIDS. Nhóm thứ hai bao gồm 16 người đàn ông không rõ xu hướng tình dục, nhưng các nhà nghiên cứu cho rằng họ là người dị tính. Sáu trong số những người đàn ông này đã chết vì bệnh liên quan đến AIDS. Nhóm thứ ba gồm sáu phụ nữ mà các nhà nghiên cứu cho là dị tính. Một trong những phụ nữ này đã chết vì bệnh liên quan đến AIDS.
Những người dương tính với HIV trong nhóm bệnh nhân được cho là dị tính đều được xác định từ hồ sơ y tế là những người lạm dụng ma túy qua đường tĩnh mạch hoặc những người được truyền máu. Hai trong số những người đàn ông được xác định là dị tính đặc biệt phủ nhận từng tham gia vào một hành vi tình dục đồng giới. Hồ sơ của các đối tượng dị tính còn lại không có thông tin về xu hướng tính dục của họ; họ được cho là chủ yếu hoặc hoàn toàn là dị tính "trên cơ sở ưu thế về số lượng đàn ông dị tính trong dân số".
LeVay không tìm thấy bằng chứng về sự khác biệt giữa các nhóm về kích thước INAH1, INAH2 hoặc INAH4. Tuy nhiên, nhóm INAH3 dường như ở nhóm nam dị tính lớn gấp đôi so với nhóm nam đồng tính; sự khác biệt này rất có ý nghĩa và càng có ý nghĩa khi chỉ có sáu bệnh nhân AIDS được đưa vào nhóm dị tính. Kích thước của INAH3 trong não của nam giới đồng tính tương đương với kích thước của INAH3 trong não của phụ nữ dị tính.
William Byne và các đồng nghiệp đã cố gắng xác định sự khác biệt về kích thước được báo cáo trong INAH 1–4 bằng cách lặp lại thí nghiệm sử dụng mẫu não từ các đối tượng khác: 14 nam đồng tính dương tính với HIV, 34 nam được cho là dị tính (10 dương tính với HIV) và 34 nữ được cho là dị tính (9 người dương tính với HIV). Các nhà nghiên cứu đã tìm thấy sự khác biệt đáng kể về kích thước INAH3 giữa nam giới dị tính và nữ giới dị tính. Kích thước INAH3 của nam giới đồng tính dường như nhỏ hơn so với nam giới dị tính và lớn hơn so với phụ nữ dị tính, mặc dù không có sự khác biệt nào đủ quan trọng để được thống kê.
Byne và các đồng nghiệp cũng cân và đếm số lượng tế bào thần kinh trong các thí nghiệm INAH3 không do LeVay thực hiện. Kết quả đối với trọng lượng INAH3 tương tự như đối với kích thước INAH3; nghĩa là, trọng lượng INAH3 đối với não nam dị tính lớn hơn đáng kể so với não nữ dị tính, trong khi kết quả ở nhóm nam đồng tính là ở giữa hai nhóm còn lại nhưng cũng không có khác biệt đáng kể. Số lượng tế bào thần kinh cũng cho thấy sự khác biệt giữa nam và nữ ở INAH3, nhưng không tìm thấy khuynh hướng nào liên quan đến xu hướng tình dục.
LeVay nói rằng Byne đã tái tạo lại nghiên cứu của ông, nhưng Byne đã sử dụng một phân tích thống kê hai mặt, thường được dùng khi không có tài liệu tìm kiếm nào trước đó sử dụng sự khác biệt. LeVay đã nói rằng "do nghiên cứu của tôi đã chỉ ra rằng INAH3 nhỏ hơn ở nam giới đồng tính, nên cách tiếp cận một phía sẽ phù hợp hơn và nó sẽ mang lại sự khác biệt đáng kể [giữa nam giới dị tính và đồng tính luyến ái]". :110
J. Michael Bailey đã chỉ trích các ý kiến phản đối của LeVay - tuyên bố rằng sự khác biệt INAH-3 có thể được quy cho là làm bệnh AIDS "trầm trọng hơn", vì "INAH-3 không khác biệt giữa não của những người đàn ông thẳng chết vì AIDS và những người không mắc bệnh này". :120 Bailey chỉ trích thêm ý kiến phản đối thứ hai, rằng đồng tính luyến ái bằng cách nào đó có thể gây ra sự khác biệt trong INAH-3, và không ngược lại, nói rằng "Vấn đề với quan điểm này là vùng dưới đồi có vẻ phát triển sớm. Không ai trong số các chuyên gia tôi đã từng hỏi về nghiên cứu của LeVay cho rằng việc hành vi tính dục gây ra sự khác biệt INAH-3 là hợp lý". :120
SCN của nam giới đồng tính được chứng minh là lớn hơn (cả khối lượng và số lượng tế bào thần kinh đối với nam giới dị tính). Những khu vực này của vùng dưới đồi vẫn chưa được nghiên cứu ở phụ nữ đồng tính, nam giới lưỡng tính cũng như phụ nữ dị tính. Mặc dù ý nghĩa chức năng của những phát hiện như vậy vẫn chưa được xem xét chi tiết, nhưng họ đã đặt ra những hoài nghi nghiêm túc về giả thuyết Dörner, được chấp nhận rộng rãi rằng những người đàn ông đồng tính có "vùng dưới đồi của nữ" và rằng cơ chế chính để phân biệt "não của nam giới so với bộ não nguyên gốc của phụ nữ "là tác động biểu sinh của testosterone trong quá trình phát triển trước khi sinh.
Một nghiên cứu năm 2010 của Garcia-Falgueras và Swaab đã tuyên bố rằng "não của thai nhi phát triển trong giai đoạn còn trong tử cung theo hướng nam thông qua tác động trực tiếp của testosterone lên các tế bào thần kinh đang phát triển hoặc theo hướng nữ do không có sự gia tăng hormone này. Theo giả thuyết này, bản dạng giới của chúng ta (sự tự nhận định thuộc về giới nam hoặc nữ) và xu hướng tình dục được lập trình hoặc tổ chức trong cấu trúc não của chúng ta khi chúng ta còn trong bụng mẹ. Không có dấu hiệu nào cho thấy môi trường xã hội sau khi sinh ra có ảnh hưởng đến bản dạng giới hoặc xu hướng tình dục".

#### Mô hình về cừu
Cừu đực trong các trang trại được sử dụng như một mẫu thí nghiệm để nghiên cứu sự lập trình ban đầu của các cơ chế thần kinh làm nền tảng cho đồng tính luyến ái, phát triển từ sự quan sát được rằng khoảng 8% con đực  bị hấp dẫn tình dục bởi những con đực khác (hướng nam) khi so sánh với phần lớn những con đực hướng đến con cái. Ở nhiều loài,  đặc điểm nổi bật của sự phân hóa giới tính là sự hiện diện của SDN - Sexually dimorphic nucleus (tạm dịch:  nhân lưỡng hình giới tính) trong vùng trước thị dưới đồi  ở con đực lớn hơn ở con cái.
Roselli và cộng sự đã phát hiện ra một SDN ở cừu  (oSDN) ở vùng trước thị dưới đồi  nhỏ hơn ở đực hướng đực so với đực hướng cái, nhưng kích thước tương tự như oSDN của con cái. Các tế bào thần kinh của oSDN cho thấy biểu hiện aromatase  (còn gọi là estrogen synthase - một enzyme chịu trách nhiệm tổng hợp estrogen) cũng nhỏ hơn ở những con đực hướng về nam so với những con đực hướng đến nữ, cho thấy rằng xu hướng tính dục là hoàn toàn tự nhiên về mặt thần kinh và có thể bị ảnh hưởng bởi hormone. Tuy nhiên, các kết quả không tìm được sự liên kết ở vai trò của aromatase thần kinh trong sự phân hóa giới tính của não và hành vi ở cừu, do thiếu defeminization (tạm dịch: Sự kiềm chế hình thái nữ tính) ở khuynh hướng lựa chọn bạn tình ở người trưởng thành  hoặc khối lượng oSDN là kết quả của hoạt động aromatase trong não của bào thai trong thời gian thời kỳ quan trọng. Dù vậy, nhiều khả năng hình thái oSDN và đồng tính luyến ái có thể được lập trình thông qua một thụ thể androgen không liên quan đến phản ứng tỏa hương/ (aromatization). Hầu hết các dữ liệu cho thấy rằng cừu đực đồng tính, giống như con đực hướng nữ, được nam tính hóa và bị đàn áp hình thái nữ tính về hành vi cưỡi, khả năng tiếp nhận và tiết gonadotrophin, nhưng không bị kiềm chế hình thái nữ tính về khuynh hướng lựa chọn bạn tình, cũng cho thấy rằng những hành vi đó có thể được lập trình khác nhau. Mặc dù chức năng chính xác của oSDN không hoàn toàn được hiểu rõ, nhưng thể tích, chiều dài và số lượng tế bào của nó dường như tương quan với xu hướng tính dục, và sự đa hình về thể tích và các tế bào có thể làm sai lệch các tín hiệu xử lý liên quan đến việc lựa chọn bạn tình. Cần có nhiều nghiên cứu hơn để hiểu các điều kiện và thời gian phát triển của OSDN và cách mà quá trình lập trình trong thai kỳ ảnh hưởng đến biểu hiện lựa chọn bạn đời khi trưởng thành.

### Sự không theo chuẩn giới ở thời thơ ấu
Sự không theo chuẩn giới ở thời thơ ấu, hay hành xử như giới tính còn lại, là một yếu tố tiên đoán có tính chính xác cao về xu hướng tính dục ở người trưởng thành được lặp lại nhiều lần trong các nghiên cứu, và được xem là bằng chứng thuyết phục về sự khác biệt sinh học giữa những người dị tính và phi dị tính. Một bài đánh giá được viết bởi J. Michael Bailey nêu rằng: "Sự không theo chuẩn giới ở thời thơ ấu bao gồm những hiện tượng sau ở trẻ nam: ăn mặc khác giới, muốn để tóc dài, chơi búp bê, không thích thể thao cạnh tranh và thô bạo, thích chơi với nữ, có hội chứng lo lắng bị xa cách, và mong muốn hoặc tin rằng mình là nữ. Ở nữ giới, sự không theo chuẩn giới bao gồm việc chơi với và ăn mặc như nam giới, hứng thú với thể thao cạnh tranh và thô bạo, không thích những món đồ chơi nữ tính như búp bê hay trang điểm, và mong muốn trở thành con trai". Hành vi không theo chuẩn giới này thường xuất hiện ở độ tuổi mầm non, mặc dù chúng thường biểu hiện rõ ràng ngay từ khoảng 2 tuổi. Trẻ em chỉ được xem là không theo chuẩn giới nếu chúng thể hiện những hành vi này liên tục, khác với chỉ thể hiện một hành vi một vài lần hay thỉnh thoảng. Đây cũng không phải là đặc điểm một chiều, mà có nhiều mức độ khác nhau.
Những đứa trẻ lớn lên trở thành người phi dị tính thường có xu hướng không theo tiêu chuẩn giới đáng kể hơn trong thời thơ ấu. Điều này được khẳng định trong hai nghiên cứu hồi cứu, trong đó người đồng tính, song tính và dị tính được hỏi về hành vi giới tính điển hình của họ trong thời thơ ấu và trong các nghiên cứu theo thời gian, trong đó những đứa trẻ không theo tiêu chuẩn giới được theo dõi từ thời thơ ấu đến tuổi trưởng thành để tìm ra xu hướng tính dục của chúng. Một đánh giá của các nghiên cứu hồi cứu mà trong đó các nhà nghiên cứu tiến hành đo lường các đặc điểm không theo chuẩn giới, đã ước tính khoảng 89% những người đồng tính nam có mức độ không theo chuẩn giới vượt qua dị tính nam, trong khi chỉ 2% những người dị tính nam vượt qua mức  trung bình của người đồng tính. Đối với xu hướng tính dục nữ, con số lần lượt là 81% và 12%. Một loạt các đánh giá khác như video về ngôi nhà thời thơ ấu, hình ảnh và báo cáo của cha mẹ cũng xác nhận nghiên cứu này. Những nhà phê bình nghiên cứu này coi đây là sự xác nhận những khuôn mẫu; tuy nhiên, chưa có nghiên cứu nào chứng minh rằng nghiên cứu này đã phóng đại sự không theo chuẩn giới thời thơ ấu. J. Michael Bailey lập luận rằng những người đồng tính nam thường phủ nhận rằng họ không theo chuẩn giới khi còn nhỏ vì họ có thể đã bị bạn bè và cha mẹ bắt nạt hoặc ngược đãi vì điều đó, và vì họ thường không thấy sự nữ tính ở những người đồng tính nam khác là hấp dẫn, do đó họ không muốn thừa nhận điều đó trong chính họ. Nghiên cứu bổ sung ở các nước có nền văn hóa phương Tây và các nền văn hóa khác bao gồm Châu Mỹ Latinh, Châu Á, một vùng của châu Đại Dương và Trung Đông củng cố tính hợp lý  của sự không theo chuẩn giới ở thời thơ ấu như một yếu tố tiên đoán về sự dị tính ở người lớn.
Nghiên cứu này không có nghĩa là tất cả những người phi dị tính đều không theo tiêu chuẩn giới, mà thay vào đó, chỉ ra rằng rất lâu trước khi sự hấp dẫn tính dục được biết đến, thì về cơ bản những đứa trẻ phi dị tính đã có sự khác biệt đáng kể so với những đứa trẻ khác. Có rất ít bằng chứng cho thấy trẻ em không theo chuẩn giới đã được khuyến khích hoặc dạy để cư xử theo cách đó; đúng hơn, sự không theo chuẩn giới ở thời thơ ấu thường xuất hiện bất chấp cố gắng hòa nhập với xã hội thông thường. Các thí nghiệm y tế trong đó các bé trai sơ sinh được xác định lại giới tính và được nuôi dưỡng như các bé gái không khiến chúng trở nên nữ tính và cũng không khiến chúng bị thu hút bởi nam giới.

### Xu hướng tính dục của những cậu bé được phẫu thuật tái chỉ định cơ thể thành nữ giới
Vào giữa những năm từ 1960s đến 2000, nhiều trẻ sơ sinh và trẻ nhỏ là nam giới được phẫu thuật tái chỉ định cơ thể thành nữ giới nếu chúng được sinh ra với dương vật bị dị dạng, hoặc nếu mất dương vật trong tai nạn. :72–73 Nhiều bác sĩ phẫu thuật tin rằng nam giới như vậy sẽ hạnh phúc hơn nếu được tái chỉ định thành nữ giới về cả mặt xã hội lẫn cơ thể. Trong cả 7 trường hợp được công khai và đã cung cấp thông tin về xu hướng tính dục, đối tượng lớn lên cảm thấy thu hút bởi nữ giới. Sáu trường hợp chỉ cảm thấy thu hút bởi nữ giới, với một trường hợp 'chủ yếu' bị thu hút bởi nữ giới. Trong một bài đánh giá trên Psychological Science in the Public Interest, sáu nhà nghiên cứu bao gồm J.Michael Bailey phát biểu, điều này thiết lập một bằng chứng thuyết phục rằng xu hướng tính dục ở nam giới thực ra đã được hình thành một phần trước khi sinh:
"Đây là kết quả mà chúng ta mong đợi nếu như xu hướng tính dục nam hoàn toàn là bản chất, và nó trái ngược với kết quả được mong đợi nếu cho rằng nó là do quá trình nuôi dưỡng, trong trường hợp này chúng ta sẽ mong không một cá nhân nào chủ yếu bị thu hút bởi nữ giới. Những kết quả này cho thấy sự khó khăn trong việc cố gắng làm trật hướng sự phát triển của xu hướng tính dục nam bằng các yếu tố tâm lý xã hội."

Họ tiếp tục tranh luận rằng điều này có thể gợi lên các thắc mắc về tầm quan trọng của môi trường xã hội đối với xu hướng tính dục, "Nếu một người không thể làm cho một người nam trở nên bị thu hút bởi nam giới bằng cách cắt bỏ dương vật khi còn nhỏ và nuôi dưỡng anh ta như là con gái, thì liệu sự can thiệp tâm lý xã hội nào khác mới có thể có ảnh hưởng như vậy?". Họ  cũng chỉ ra rằng cả tật lộ ổ nhớp (dẫn đến dương vật dị dạng) lẫn tai nạn phẫu thuật đều không liên quan đến sự bất thường của nội tiết tố androgen trước khi sinh, do đó, não của những người này được tổ chức như nam giới khi sinh. Sáu trong số bảy người nam nói trên nhận dạng mình là người nam dị tính, bất chấp việc  đã được phẫu thuật thay đổi giới tính và nuôi dưỡng như nữ giới, các nhà nghiên cứu bổ sung thêm: "các bằng chứng có được ghi nhận rằng trong những trường hợp như vậy, các bậc cha mẹ thường tận tụy trong việc nuôi dạy những đứa trẻ này như con gái và theo cách thức đặc trưng về giới hết mức có thể". Bailey và cộng sự mô tả những trường hợp phân lại giới tính này như là "thử nghiệm bán can thiệp gần như hoàn hảo" trong việc đo lường tác động của 'bản chất' so với 'nuôi dưỡng' liên quan đến đồng tính nam.

### Học thuyết 'Từ khác biệt đến khiêu gợi' (EBE)
Daryl Bem, một nhà tâm lý học xã hội đến từ Đại học Cornell, đã hình thành lý thuyết cho rằng sự ảnh hưởng của những yếu tố sinh học đối với xu hướng tính dục có thể bị tác động bởi những trải nghiệm thời thơ ấu. Tính cách của một đứa trẻ có thể khiến nó yêu thích một số hoạt động nhất định hơn. Chính do sự ảnh hưởng của tính cách (vốn bị ảnh hưởng bởi những yếu tố sinh học như là nhân tố di truyền), một vài đứa trẻ sẽ có cùng sở thích chơi với những đứa trẻ cùng giới khác. Một số khác sẽ có sở thích đặc trưng của giới khác. Điều này sẽ khiến đứa trẻ theo chuẩn giới cảm thấy khác biệt so với trẻ khác giới, trong khi đứa trẻ không theo chuẩn giới sẽ cảm thấy khác biệt so với trẻ cùng giới. Theo như Bem, cảm giác khác biệt này sẽ làm gợi lên tâm lý hưng phấn khi đứa trẻ ở gần những đứa trẻ khác giới mà nó xem là khác biệt. Bem lý luận rằng theo thời gian sự hưng phấn về mặt tâm lý này sẽ được chuyển hóa thành sự hưng phấn tình dục: trẻ sẽ bị hấp dẫn tình dục với giới mà chúng xem là khác biệt (exotic). Thuyết này được biết đến với tên gọi "Từ khác biệt đến khiêu gợi". Wetherell và các cộng sự phát biểu rằng Bem "không có ý định biến thuyết của ông thành một khuôn mẫu nhất định cho tất cả trường hợp nhưng chỉ là một cách lý giải khái quát hoặc điển hình".
Hai bài phê bình học thuyết của Bem ở tạp chí Psychological Review kết luận rằng "những nghiên cứu được trích dẫn bởi Bem và những nghiên cứu khác cho thấy lý thuyết "Từ khác biệt đến khiêu gợi" không được củng cố bởi những bằng chứng khoa học". Bem bị chỉ trích vì dựa vào mẫu thí nghiệm không ngẫu nhiên gồm những người đồng tính nam từ những năm 1970 (thay vì thu thập dữ liệu mới) và vì đưa ra kết luận gây mâu thuẫn với dữ liệu ban đầu. Một "cuộc kiểm nghiệm dữ liệu ban đầu cho thấy rằng đa số những người tham gia thí nghiệm đều chơi với cả hai giới khi còn bé", và chỉ 9% người đồng tính nam nói rằng "không hoặc có rất ít" bạn là nam giới, và hầu hết người đồng tính nam (74%) nói rằng có "một người bạn cùng giới rất thân" ở tiểu học. Hơn nữa, "71% người đồng tính nam nói họ cảm thấy khác biệt so với những người con trai khác, nhưng 38% người dị tính nam cũng cảm thấy như vậy. Tuy cảm giác khác biệt đối với người đồng tính nam lớn hơn, nhưng dữ liệu vẫn cho thấy những người dị tính nam vẫn thường cảm thấy khác biệt so với những bạn nam khác". Bem cũng công nhận rằng những người đồng tính nam thường có anh trai (hiệu ứng thứ tự sinh anh em trai), và điều này dường như mâu thuẫn với thuyết nam đồng tính không chơi chung với nam giới. Bem trích dẫn những nghiên cứu giao văn hóa "dường như mâu thuẫn với thuyết EBE". Ví dụ như bộ lạc Sambia ở Papua New Guinea, nơi những thanh thiếu niên bị thực hiện những hành động có tính chất đồng tính theo nghi thức; tuy nhiên một khi những đứa trẻ này đến tuổi trưởng thành, chỉ một số ít nam giới trở thành đồng tính - bằng tỷ lệ đồng tính ở Hoa Kỳ. Thêm nữa, lý thuyết của Bem có hàm ý rằng nếu có thể thay đổi hành vi của một đứa trẻ thì sẽ có thể thay đổi xu hướng tính dục của nó, nhưng đa số các nhà tâm lý học không tin điều này là khả thi.
Nhà khoa học thần kinh Simon LeVay nói rằng trong khi học thuyết của Bem được sắp xếp theo một "bố cục theo thời gian đáng tin" :65 nhưng lại "thiếu sự củng cố từ thí nghiệm".:164 Nhà tâm lý xã hội Justin Lehmiller cũng nói rằng học thuyết của Bem đã nhận được sự khen thưởng "vì cách nó liên kết những ảnh hưởng về mặt môi trường và sinh học một cách liền mạch" và cho rằng nó cũng "phần nào củng cố cho nhận định rằng biểu hiện không theo chuẩn giới ở thời thơ ấu thực sự là một trong những yếu tố có tác động mạnh mẽ nhất tới sự đồng tính khi trưởng thành". Tuy nhiên, sự chính xác của lý thuyết đó "đã bị chất vấn trên nhiều cơ sở và các nhà khoa học đã phủ nhận nó".

## Xu hướng tính dục và quá trình tiến hóa

### Tổng quan
Các hành vi tình dục làm giảm đáng kể tần suất giao hợp dị tính cũng làm giảm đáng kể khả năng sinh sản thành công, và vì lý do này, chúng dường như không phù hợp trong bối cảnh tiến hóa theo mô hình Darwin đơn giản (cạnh tranh giữa các cá thể) của chọn lọc tự nhiên — trên giả định rằng đồng tính luyến ái sẽ làm giảm tần suất này. Một số thuyết đã được đề xuất để giải thích mâu thuẫn này, và bằng chứng thực nghiệm mới đã chứng minh tính khả thi của chúng.
Một số học giả cho rằng đồng tính luyến ái là thích nghi gián tiếp, bằng cách trao  ưu thế sinh sản cho các anh em dị tính hay con cái của chúng, một trường hợp giả thuyết về lựa chọn thân nhân. Bằng cách tương tự, allele (một phiên bản cụ thể của gen) gây thiếu hồng cầu hình liềm khi có hai bản sao hiện hữu, cũng có sức đề kháng với bệnh sốt rét với một dạng thiếu máu hiếm hơn khi có một bản sao hiện hữu (đây được gọi là lợi thế dị hợp tử).
Brendan Zietsch của Viện Nghiên cứu Y học Queensland đề xuất lý thuyết thay thế rằng những người đàn ông thể hiện các đặc tính nữ trở nên hấp dẫn hơn đối với phụ nữ và do đó có nhiều khả năng kết đôi hơn, miễn là các gen liên quan không khiến họ hoàn toàn phủ nhận sự dị tính.
Trong một nghiên cứu năm 2008, các tác giả của nó nói rằng "Có bằng chứng đáng kể cho thấy xu hướng tình dục của con người bị ảnh hưởng về mặt di truyền, vì vậy không biết làm thế nào mà sự đồng tính luyến ái, vốn có có xu hướng làm giảm khả năng sinh sản, vẫn được duy trì trong dân số với tần suất tương đối cao". Họ đặt giả thuyết rằng "trong khi các gen định hướng sự đồng tính luyến ái làm giảm khả năng sinh sản của người đồng tính, chúng có thể mang lại một số lợi thế cho những người dị tính mang chúng". Kết quả của họ gợi ý rằng "các gen định hướng đồng tính luyến ái có thể mang lại lợi thế kết đôi ở những người dị tính luyến ái, điều này có thể giúp giải thích sự tiến hóa và duy trì đồng tính luyến ái trong quần thể". Tuy nhiên, trong cùng một nghiên cứu, các tác giả lưu ý rằng "không thể loại trừ các giải thích không di truyền thay thế" như một lý do khiến người dị tính trong cặp song sinh đồng tính-dị tính có nhiều bạn tình hơn, cụ thể trích dẫn "áp lực xã hội buộc cặp song sinh còn lại cư xử một cách dị tính hơn" (và do đó tìm được nhiều bạn tình hơn) như một ví dụ về một giải thích thay thế. Nghiên cứu thừa nhận rằng một số lượng lớn bạn tình có thể không dẫn đến thành công sinh sản lớn hơn, đặc biệt lưu ý rằng "không có bằng chứng liên quan đến số lượng bạn tình và thành công sinh sản thực tế, trong hiện tại hoặc trong quá khứ tiến hóa của chúng ta".
Giả thuyết lợi thế dị tính đã nhận được sự ủng hộ mạnh mẽ bởi một nghiên cứu 2004 của Ý chứng minh khả năng sinh sản ngày càng tăng ở những người có quan hệ mẫu hệ là phụ nữ của những người đồng tính nam. Như Hamer đã chỉ ra ban đầu, ngay cả sự gia tăng khiêm tốn về khả năng sinh sản ở phụ nữ mang "gen đồng tính" cũng có thể dễ dàng giải thích cho việc duy trì khả năng sinh sản ở mức cao trong dân số.

### Giả thuyết người chú đồng tính
"Giả thuyết người chú đồng tính" cho rằng bản thân những người không có con có thể làm tăng tỷ lệ di truyền của gia đình họ trong các thế hệ tương lai bằng cách cung cấp các nguồn lực (ví dụ: thức ăn, sự giám sát, sự bảo vệ, nơi ở) cho con cháu của những họ hàng gần nhất của họ.
Giả thuyết này là một phần mở rộng của lý thuyết lựa chọn thân nhân, vốn ban đầu được phát triển để giải thích các hành vi vị tha rõ ràng dường như không phù hợp. Khái niệm ban đầu được đề xuất bởi JBS Haldane vào năm 1932 và sau đó được phát triển bởi nhiều người khác như John Maynard Smith, WD Hamilton và Mary Jane West-Eberhard. Khái niệm này cũng được sử dụng để giải thích các mô hình của một số côn trùng xã hội khi mà hầu hết các thành viên không sinh sản.
Vasey và VanderLaan (2010) đã thử nghiệm thuyết này trên đảo Samoa ở Thái Bình Dương, nơi họ nghiên cứu phụ nữ, đàn ông dị tính, và fa'afafine (những người đàn ông thích những đàn ông khác làm bạn tình và được chấp nhận trong nền văn hóa như một loại giới tính thứ ba riêng biệt). Vasey và VanderLaan nhận thấy rằng fa'afafine nói rằng họ sẵn sàng giúp đỡ họ hàng hơn đáng kể, nhưng ít quan tâm hơn đến việc giúp đỡ những đứa trẻ không thuộc gia đình, cung cấp bằng chứng đầu tiên hỗ trợ giả thuyết lựa chọn thân nhân.
Giả thuyết này phù hợp với các nghiên cứu khác về đồng tính luyến ái, cho thấy tỷ lệ này phổ biến hơn ở cả anh chị em ruột và sinh đôi.
Vasey và VanderLaan (2011) cung cấp bằng chứng cho thấy nếu một kiểu hình người chú có hấp dẫn với nam giới tồn tại và sự phát triển của nó phụ thuộc vào một môi trường xã hội cụ thể, thì một bối cảnh văn hóa tập thể là không đủ, trong và của chính nó, để biểu hiện kiểu hình như vậy.

## Những sự khác biệt về mặt sinh học ở người đồng tính nam và người đồng tính nữ

### Sinh học
Một số nghiên cứu đã tìm thấy mối tương quan giữa sinh lý của con người và tính dục của họ; những nghiên cứu này cung cấp bằng chứng cho thấy rằng:
- Người đồng tính nam và người nữ dị tính trung bình có các bán cầu não cân đối như nhau. Người đồng tính nữ và người dị tính nam trung bình có bán cầu não phải lớn hơn một chút.[85]
- Swaab và Hopffman tìm thấy nhân trên giao thoa của vùng dưới đồi ở người đồng tính nam lớn hơn so với người nam không đồng tính,[86] nhân trên giao thoa thị giác cũng được cho là ở nam giới lớn hơn ở nữ giới.[87][88]
- Báo cáo ở những người đồng tính nam trung bình có dương vật dài hơn và dày hơn một chút so với những người nam không đồng tính.[89]
- Kích thước trung bình của INAH 3 trong não của người đồng tính nam có kích thước xấp xỉ với INAH 3 ở phụ nữ, nhỏ hơn đáng kể và các tế bào được sắp xếp dày đặc hơn so với não của người dị tính nam.[40]
- Mép trước não ở phụ nữ lớn hơn nam giới và được báo cáo là ở người đồng tính nam lớn hơn ở người nam không đồng tính,[58] nhưng một nghiên cứu sau đó không tìm thấy sự khác biệt như vậy.[90]
- Hoạt động của tai trong và hệ thống thính giác trung tâm ở người đồng tính nữ và song tính nữ giống với các đặc tính chức năng được tìm thấy ở nam giới hơn là ở người nữ không đồng tính (các nhà nghiên cứu cho rằng phát hiện này phù hợp với lý thuyết nội tiết tố trước khi sinh về xu hướng tính dục).[91]
- Phản ứng giật mình (nháy mắt sau một âm thanh lớn) được nam tính hóa một cách tương tự ở người đồng tính nữ và song tính nữ.[92]
- Bộ não của người đồng tính và không đồng tính phản ứng khác nhau với hai pheromone giới tính giả định (AND, được tìm thấy trong chất tiết ở nách của nam giới, và EST, được tìm thấy trong nước tiểu của nữ giới).[55][93][94]
- Hạch hạnh nhân, một vùng của não, hoạt động tích cực hơn ở người đồng tính nam so với người nam không đồng tính khi tiếp xúc với tài liệu kích thích tình dục.[95]
- Tỷ lệ chiều dài ngón tay giữa ngón trỏ và ngón đeo nhẫn trên trung bình được báo cáo là có sự khác biệt giữa người nữ không đồng tính và người đồng tính nữ.[96][97][98][99][100][101][102][103][104][105]
- Những người đồng tính nam và đồng tính nữ có khả năng thuận tay trái hoặc thuận cả hai tay cao hơn đáng kể so với những người nam và nữ không đồng tính;[106][107][108] Simon LeVay lập luận rằng bởi "sự thuận tay có thể quan sát được trước khi sinh...[109] sự quan sát về gia tăng việc không thuận tay phải ở những người đồng tính là nhất quán với ý kiến rằng xu hướng tính dục bị ảnh hưởng bởi quá trình tiền sinh sản," có lẽ là di truyền.[110]
- Một nghiên cứu trên 50 người đồng tính nam cho thấy khoảng 23% có mái tóc xoáy ngược chiều kim đồng hồ, trái ngược với 8% ở dân số chung. Điều này có thể tương quan với sự thuận tay trái.[111]
- Những người nam đồng tính có mật độ đường vân tăng lên trong dấu vân tay trên ngón cái trái và ngón út của họ.[111]
- Chiều dài tay chân và bàn tay của người nam đồng tính tương ứng với chiều cao nhỏ hơn so với dân số chung, nhưng chỉ ở nam giới da trắng.[111]

J. Michael Bailey đã lập luận rằng hành vi không phù hợp theo chuẩn giới thời thơ ấu của những người đồng tính luyến ái, trái ngược với các dấu hiệu sinh học, là bằng chứng rõ hơn về việc đồng tính luyến ái là một đặc điểm bẩm sinh. Ông lập luận rằng những người đồng tính nam "bị trừng phạt nhiều hơn là được thưởng" vì sự không phù hợp về giới tính thời thơ ấu của họ, và hành vi đó "xuất hiện mà không được khuyến khích, và bất chấp sự phản đối", khiến nó trở thành "tội lỗi không phải do bẩm sinh".

### Nhận thức
Những nghiên cứu gần đây đưa ra những khác nhau nhỏ trong cách xử lý vài loại thông tin của người đồng tính và không đồng tính.
- Người đồng tính nam và nữ thường thuận tay trái hoặc thuận hai tay hơn người không đồng tính.[113][114][115]
- Người nam[116]/nữ đồng tính lưu loát hơn trong ngôn ngữ so với người nam/nữ không đồng tính tương ứng[117][118][119] (hai nghiên cứu khác không thấy điều này).[120][121]
- Người đồng tính nam có thể ghi điểm nhiều hơn người nam không đồng tính trong các bài kiểm tra trí nhớ vị trí đồ vật (không có sự khác nhau giữa phụ nữ đồng tính và không đồng tính).[122]

## Các khía cạnh chính trị
Cho dù các yếu tố quyết định di truyền hoặc sinh lý khác tạo nên, cơ sở của xu hướng tính dục là một vấn đề mang tính chính trị hóa cao. The Advocate,  một tờ báo Hoa Kỳ về đồng tính nam và đồng tính nữ, đã báo cáo vào năm 1996 rằng 61% độc giả của nó tin rằng "nó hầu hết sẽ giúp ích cho các quyền của người đồng tính nam và người đồng tính nữ nếu sự đồng tính được xác định về mặt sinh học". Một nghiên cứu xuyên quốc gia ở Hoa Kỳ, Philippines và Thụy Điển cho thấy những người tin rằng "những người đồng tính được sinh ra theo cách đó" có thái độ tích cực hơn đáng kể đối với sự đồng tính luyến ái so với những người tin rằng "những người đồng tính chọn theo cách đó" hoặc "học theo cách đó".
Phân tích sự bảo vệ bình đẳng  trong luật pháp Hoa Kỳ xác định thời điểm các yêu cầu của chính phủ tạo ra "sự phân loại nghi phạm" của các nhóm và do đó đủ điều kiện để được giám sát kỹ lưỡng dựa trên một số yếu tố, một trong số đó là tính bất biến.
Bằng chứng cho thấy xu hướng tính dục được xác định về mặt sinh học (và do đó có lẽ là bất biến theo nghĩa pháp lý) sẽ củng cố trường hợp pháp lý để tăng cường xem xét các luật phân biệt đối xử trên cơ sở đó.
Các nguyên nhân được nhận thức của xu hướng tính dục có ảnh hưởng đáng kể đến địa vị của thiểu số giới tính trong mắt những người bảo thủ xã hội. Hội đồng Nghiên cứu Gia đình, một tổ chức tư tưởng Thiên chúa giáo bảo thủ ở Washington, DC, lập luận trong cuốn sách Getting It Straight rằng việc phát hiện những người sinh ra là đồng tính "sẽ thúc đẩy ý tưởng rằng xu hướng tình dục là một đặc điểm bẩm sinh, giống như chủng tộc; rằng những người đồng tính luyến ái, giống như người Mĩ gốc Phi, nên được bảo vệ hợp pháp chống lại 'sự phân biệt đối xử;' và việc không tán thành sự đồng tính luyến ái cũng nên bị xã hội kỳ thị như phân biệt chủng tộc. Tuy nhiên, điều đó không đúng". Mặt khác, một số người bảo thủ xã hội như Mục sư Robert Schenck đã lập luận rằng mọi người có thể chấp nhận bất kỳ bằng chứng khoa học nào trong khi vẫn phản đối sự đồng tính luyến ái về mặt đạo đức. Thành viên hội đồng Tổ chức Hôn nhân Quốc gia và nhà văn viễn tưởng Orson Scott Card đã hỗ trợ nghiên cứu sinh học về đồng tính luyến ái, viết rằng "Những nỗ lực của chúng tôi về mặt khoa học cho rằng sự đồng tính luyến ái cần được xác định về các nguyên nhân về mặt di truyền và tử cung… để có thể giảm thiểu tỷ lệ mắc chứng rối loạn chức năng này.... [Tuy nhiên, không nên coi đây] là một sự tấn công tới người đồng tính, mong muốn 'thực hiện tội ác diệt chủng' đối với cộng đồng đồng tính... Không có 'cách chữa trị' nào cho sự đồng tính luyến ái vì nó không phải là bệnh. Tuy nhiên, có những cách sống khác nhau với ham muốn tình dục đồng giới".
Một số người ủng hộ quyền của các nhóm thiểu số tình dục chống lại những gì họ coi là cố gắng điều trị bệnh hoặc y tế hóa tính dục 'lệch lạc', và chọn đấu tranh để được chấp nhận trong phạm vi đạo đức hoặc xã hội. đã nói rằng "[Một vài], nhớ lại "phương pháp điều trị" tâm thần trước đó cho sự đồng tính luyến ái, phân biệt trong nhiệm vụ sinh học là mầm mống của tội ác diệt chủng. Họ gợi lên bóng ma của phẫu thuật hoặc hóa học "tua lại" của người đồng tính, hoặc những lần phá thai của người đồng tính thai nhi đã bị săn lùng trong bụng mẹ". LeVay đã trả lời thư của những người đồng tính và đồng tính nữ những lời chỉ trích rằng nghiên cứu này "đã góp phần vào vị thế của những người đồng tính trong xã hội".